# Ferdinand Ranft
Ferdinand Ranft (* 27. Oktober 1927 in Leipzig; † 11. August 2011 in Hamburg) war ein deutscher Journalist und Reiseschriftsteller.

## Leben
Seine journalistische Tätigkeit begann Ferdinand Ranft 1958 beim Jugendfunk des Bayerischen Rundfunks in München und als Leiter der Abteilung „Wort“ im Studio Franken. 1963 wechselte er zum neu gegründeten ZDF als Studioredakteur der Nachrichtensendung heute. Bereits ein Jahr später übernahm Ranft die Leitung des ZDF-Landesstudios Nordrhein-Westfalen, einen Posten, den er bis 1969 innehatte. Danach schrieb er Artikel für die in Hamburg erscheinende Wochenzeitung Die Zeit und fungierte dort als Ressortleiter der Abteilung „Reise und Verkehr“. Ab Oktober 1977 leitete er ein knappes Jahr den Münchner Piper Verlag, ehe er im August 1978 Chefredakteur des Reisemagazins Merian wurde. Ab 1991 gab Ranft gemeinsam mit Volkmar Mair den Marco Polo Reiseführer heraus.

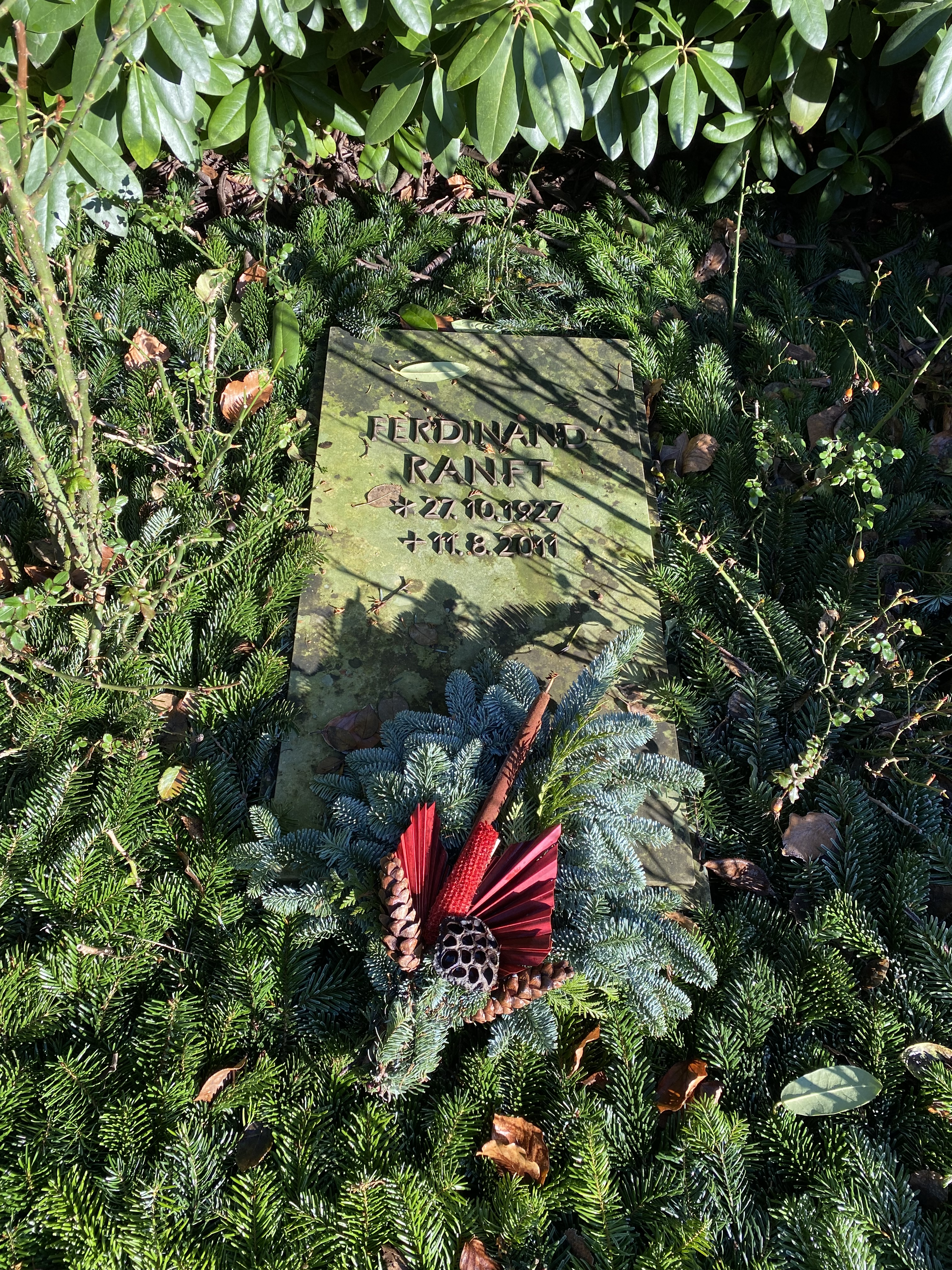
Grabstätte auf dem Nienstedtener Friedhof

Ferdinand Ranft war seit 1984 mit der Innenarchitektin Barbara Koos in beiderseits zweiter Ehe verheiratet. Er verstarb 83-jährig und wurde auf dem Nienstedtener Friedhof beigesetzt.

## Veröffentlichungen
- 1958: Wenn ich allein bin (mit Armin Ganser), Bayerischer Schulbuch-Verlag, München
- 1959: Meine freie Zeit (mit Armin Ganser), Bayerischer Schulbuch-Verlag, München
- 1962: münchentip (mit Armin Ganser), Jugendkulturwerk der Landeshauptstadt München
- 1977: Pipers Ratgeber für die Familie, Piper Verlag, München, ISBN 978-3-492-02303-0
- 1989: Capri, Verlag Hoffmann & Campe, Hamburg, ISBN 978-3-455-08405-4
- 1990: Capri, Ischia, Verlag Hoffmann & Campe, Hamburg, ISBN 978-3-423-03745-7
- 2000: Und ewig lockt die Zulage, Verlag Schnell, Warendorf, ISBN 978-3-87716-811-0